# Haynesville (Maine)
Haynesville es un pueblo ubicado en el condado de Aroostook en el estado estadounidense de Maine. En el Censo de 2010 tenía una población de 121 habitantes y una densidad poblacional de 1,12 personas por km².

## Geografía
Haynesville se encuentra ubicado en las coordenadas 45°46′59″N 67°59′34″O / 45.78306, -67.99278. Según la Oficina del Censo de los Estados Unidos, Haynesville tiene una superficie total de 108.5 km², de la cual 107.17 km² corresponden a tierra firme y (1.23%) 1.33 km² es agua.

## Demografía
Según el censo de 2010, había 121 personas residiendo en Haynesville. La densidad de población era de 1,12 hab./km². De los 121 habitantes, Haynesville estaba compuesto por el 98.35% blancos, el 0% eran afroamericanos, el 0.83% eran amerindios, el 0% eran asiáticos, el 0% eran isleños del Pacífico, el 0% eran de otras razas y el 0.83% pertenecían a dos o más razas. Del total de la población el 2.48% eran hispanos o latinos de cualquier raza.